# Liste der Kulturdenkmäler in Fell (Mosel)
In der Liste der Kulturdenkmäler in Fell sind alle Kulturdenkmäler der rheinland-pfälzischen Ortsgemeinde Fell einschließlich des Ortsteils Fastrau aufgeführt. Grundlage ist die Denkmalliste des Landes Rheinland-Pfalz (Stand: 8. Februar 2023).

## Denkmalzonen
| Bezeichnung                    | Lage                      | Baujahr                   | Beschreibung | Bild            |
| ------------------------------ | ------------------------- | ------------------------- | --- | --------------- |
| Denkmalzone Maximiner Burg     | Fell, Burgstraße 2–9 Lage | 18. Jahrhundert           | Sitz der Abtei St. Maximin; verbaute Gebäudeteile, Tor und Mauer, erhaltene Teile aus dem 18. Jahrhundert, Ummauerung älter | Fotos hochladen |
| Denkmalzone Jüdischer Friedhof | Fell, Ruwerer Straße Lage | Ende des 18. Jahrhunderts | schmale Parzelle, ältester Grabstein von 1799, überwiegend aus dem 19. Jahrhundert                                          | BW              |

## Einzeldenkmäler
| Bezeichnung                         | Lage                                          | Baujahr                  | Beschreibung | Bild                           |
| ----------------------------------- | --------------------------------------------- | ------------------------ | --- | ------------------------------ |
| Katholische Pfarrkirche St. Martin  | Fell, Kirchstraße 25 Lage                     | 1865/67                  | neugotischer Saalbau, 1865–1867 nach Entwurf des luxemburgischen Staatsarchitekten Karl Arendt                                           | weitere Bilder Fotos hochladen |
| Bildstock                           | Fell, Neustraße, bei Nr. 5 Lage               | 18. oder 19. Jahrhundert | Sandstein, 18. oder 19. Jahrhundert | BW                             |
| Marienkapelle                       | Fell, östlich des Ortes an der L 150 Lage     | 1906                     | neugotischer Schieferbau, bezeichnet 1906                                                                                                | BW                             |
| Wappenstein                         | Fell, südöstlich des Ortes am Feller Hof Lage | 1701                     | Wappenstein, bezeichnet 1701 | BW                             |
| Josefskapelle                       | Fell, westlich des Ortes Lage                 | um 1900                  | Putzbau, um 1900 | BW                             |
| Quereinhaus                         | Fastrau, Klosterstraße 2 Lage                 | um 1850                  | um 1850 | BW                             |
| Katholische Filialkirche St. Stefan | Fastrau, Moselstraße/Pater-Pelzer-Platz Lage  | 1825                     | ortsbildprägender Saalbau, 1825, romanischer Chorturm; Schaftkreuz 1766; zugehörig: ummauerter Kirchhof, Friedhofskreuz, bezeichnet 1884 | weitere Bilder Fotos hochladen |